# Albánia történelme
Ez a szócikk Albánia történelmét tárgyalja: a 11. századig a mai Albánia területének előtörténetéről, azt követően pedig a 20. századig különböző államalakulatok keretein belül élő albán nép történelméről szól. A nemzeti függetlenség 1912. évi elnyerése után a nemzetállam határain kívül rekedt albánság történetéről lásd az Albánok kisebbségben szócikket. Az egyes korszakok részletesebb leírása a szócikksorozat allapjaiban található.
Fontos megjegyezni, hogy az albán történetírás az általunk megszokottól eltérően kezeli a főbb korszakhatárokat: így például történelmi-társadalomtörténeti okokból középkorként tárgyalják a 18. század végéig ívelő időszakot. Ezt a történetírási hagyományt a szócikk tagolásában nem vettük át, de érzékeltettük azzal, hogy a Középkor fejezetet követően egy fejezetben tárgyaljuk a 14–15. századtól 1912-ig tartó török hódoltság korát.

## Az albánok eredete
Az albánok eredetének kérdései mindmáig vita tárgyát képezik a nyelvészek és a történettudósok körében. Egyes feltételezések szerint bölcsőjük nem a mai Albániában keresendő, hanem a Balkán belső, hegyvidéki területein, ahol a románok őseivel szoros közelségben alakult ki az albán etnikum. Mások szerint az albánság évezredek óta őshonos a Balkán délnyugati peremén, de abban megoszlanak a vélemények, hogy őseiket vajon a dákokban és a trákokban, illetve az illírekben kell-e keresni. Ez utóbbi, az illír–albán kontinuitáselmélet a legismertebb és a legtöbbek által elfogadott, de tudományosan ez sem igazolható maradéktalanul. Az illír nyelv után nem maradt fenn az összehasonlításhoz kellő nyelvemlék, a régészeti eredmények sem bizonyítják a két nép tárgyi kultúrájának rokonságát, és egyéb nyelvészeti meggondolások is cáfolni látszanak az illír–albán kontinuitás elméletét. (Az úgynevezett Jireček-vonal igazolja, hogy az illír nyelv görög, míg az albán nyelv lényegében latin alapú kultúra; az illír helynevek többszörös átvétellel kerültek az albánba; stb.)

## Őskor
Albánia az őskorban más európai területek, és különösen a közeli égei-tengeri partvidék őstörténetének tükrében viszonylag későn települt be, amennyire az a régészeti eredmények alapján megítélhető. Az ember legkorábbi ismert hódítása a Kryegjata-völgy, ahonnan az őskőkor felső szakaszában, mintegy 40 000 évvel ezelőtt élt vadászó-gyűjtögető közösség tárgyi emlékei ismertek. Az i. e. 6000-ig ívelő ős- és középső kőkori évezredekből csupán tucatnyi régészeti lelőhelyről tudunk. Közülük a legjelentősebbek Konispol őskori barlangja (i. e. 24 700), az i. e. 10 000-et megelőző időkből a xarrai pattintott kőeszköz-leletek, a Blazi-barlang és a Dajti-hegy emberi hajlékai, majd a mezolitikumból Kryegjata, Konispol, Gajtan stb. egyre differenciáltabb tevékenységről tanúskodó kő-, kvarc- és csonteszközei. A neolitikumot megelőző korai őstörténeti emlékek sorában kiemelkedő jelentőségű az i. e. 7000 körüli goranxiai kovakőbánya és kőszerszám-készítő telep.

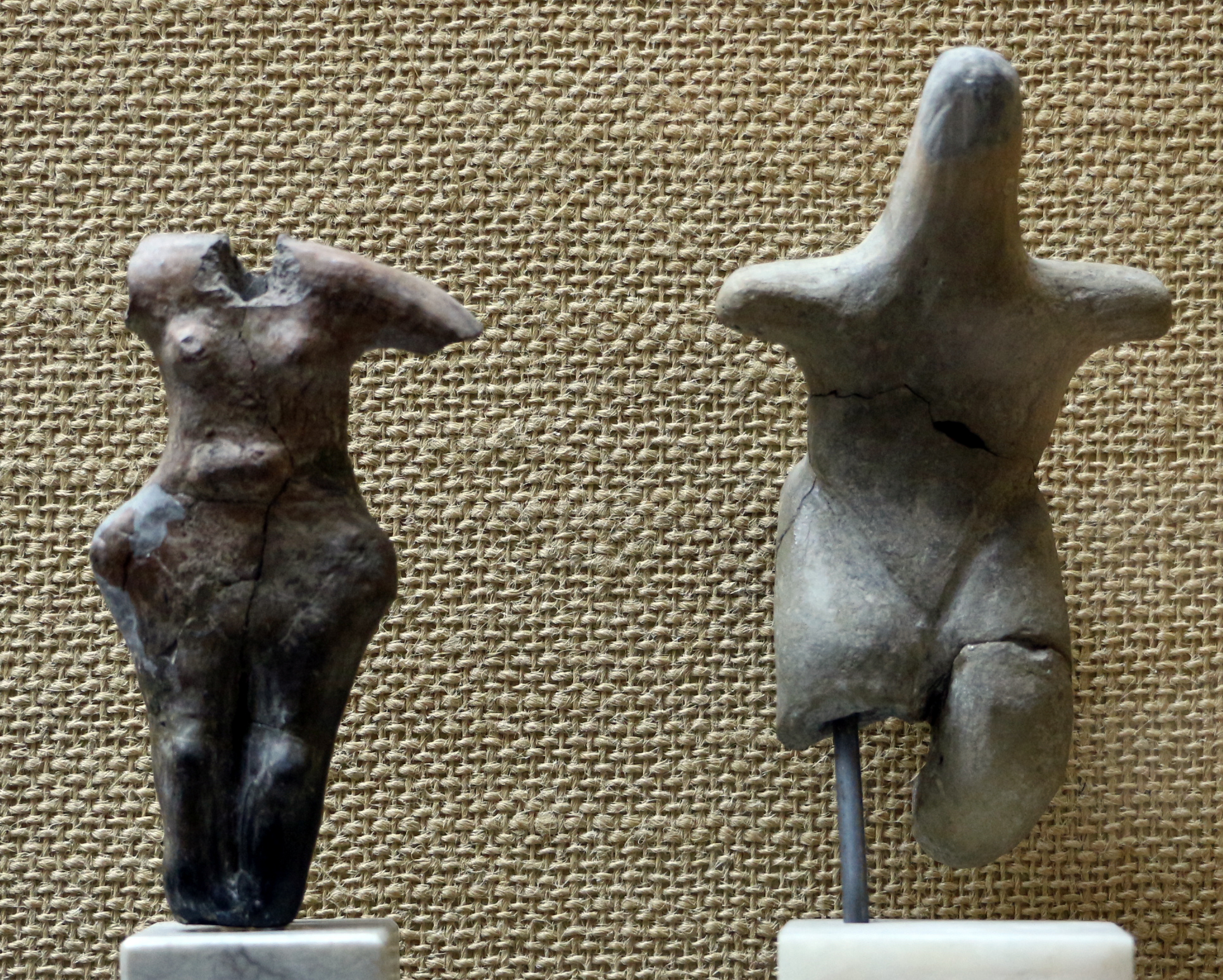
Maliqi ősanyaszobrocskák az i. e. 4. évezredből

2013-ban lezárult ásatások eredményeként lett ismert a mezolitikum utolsó szakaszában, i. e. 6600 körül benépesített Vashtëmia települése. Az egykori Maliqi-tó vidékére délkelet felől érkező bevándorlók magukkal hozták termelőgazdálkodási módszereiket. A hagyományos zsákmányoló életmód mellett, a neolitikus forradalmat megelőzve főként juh- és kecsketartással, de növénytermesztéssel is foglalkoztak. Vashtëmia Európa-szerte az egyik legkorábbi település, amelynek lakói mezőgazdasági tevékenységgel foglalkoztak. Az újkőkorban megsokasodtak az emberi letelepedés nyomai a mai Albánia területén, s éppen a maliqi síkvidéknek a korai neolitikumtól a bronzkorig lakott települései (Vashtëmia, Dunavec–Maliq, Podgorie stb.) lettek a neolitikum emberének műveltségi központjai (Maliq-kultúra). Munkaeszközeik differenciálódása, agyagművességük technológiai és tipológiai fejlődése, temetkezési szokásaik és ősanyatiszteletük az egyre intenzívebb regionális kapcsolatok révén más folyóvölgyi települések kultúrájára is hatott. Ugyanakkor a Magas-Albániában vagy attól nyugatra fekvő népesség műveltségében kimutatható az Adria- és a Duna-medence kultúráinak befolyása is. A középső újkőkorban, az i. e. 5–4. millenniumban megindult egy etnokulturális szempontból egységes népesség kialakulása, amelyet a maliq–dunaveci, cakrani, kolshi, xarrai stb. lelőhelyek kerámiatöredékeinek formai és díszítésbeli hasonlósága (simított felületű fekete és szürke edények, szürke vonalfestés stb.), a négylábú rituális agyagtárgyak és az ősanyatiszteletről valló agyagszobrocskák elterjedtsége, valamint a halottak magzati pózban való eltemetése jellemez. Ezek az egységesülés irányába ható társadalmi, gazdasági és kulturális folyamatok – továbbra is a Maliq-kultúra kisugárzó hatásával – a késő neolitikum évszázadaiban megerősödtek. A jelentős fejlődésen átment mezőgazdaság és a nyomában járó népességgyarapodás maga után vonta az állandó települések és lakóházak általánossá válását, új szerszámtípusok megjelenését (kapa, őrlőkő, fonókerék stb.). A korábbi monokróm, esetleg festett edényekkel szemben teret hódítottak a vörös-fekete kerámiák, tovább fejlődött az ornamentika.
Az őskor és az ókor közötti kőrézkorban, az i. e. 3. évezred második felében egyfelől egyre intenzívebbé vált a növénytermesztés, az első rézeszközök megjelenése pedig további technológiai és gazdasági fejlődést eredményezett. Az agyagművesség területén megőrizték az újkőkori technikákat, de a tágabb balkáni térség régészeti műveltségeinek hatására új formákkal is gazdagodott fazekasságuk. Másfelől mindezek a folyamatok nem függetleníthetőek a kelet-európai sztyeppék nomád pásztornépeinek az i. e. 3. évezredben lezajló bevándorlásától. A bronzkor kezdetét jellemzően e nagy indoeurópai vándorlás nyugat-balkáni lezárulásához kötik, bár e folyamat részleteiről és etnokulturális következményeiről csak elméletek ismertek. A mai Albánia területe az i. e. 2. évezredet átívelő bronzkorban számottevő és összetett, csak részlegesen rekonstruálható etnikai, társadalmi, technológiai és műveltségbeli változások színtere volt, amelyek láncolatának eredményeként az őskori paleobalkáni népesség helyét a kora vaskorral, vagyis az i. e. 2. évezred végével az illírek ősei, a preillírek vették át. A korai bronzkorról kevés régészeti adat áll rendelkezésre, de nagy vonalakban a korábbi kőrézkori műveltségelemek továbbélése jellemezte, emellett – egyes vélemények szerint a keletről bevándorló proto-indoeurópai népesség hatására – megerősödött a legeltető állattartás szerepe, megjelentek az első bronztárgyak és halomsírok. A régió a középső bronzkorban már egy társadalmi és technológiai szempontból is fejlettebb műveltség otthona volt: közösségeik egy kialakulóban lévő patriarchális rend jeleit mutatták, a bányászati és kohászati ismeretek elsajátításával kialakult fejlett bronzművességük, elsősorban a minószi és mükénéi civilizációk hatására pedig differenciálódott tárgyi kultúrájuk. A kiegyensúlyozott társadalmi-gazdasági fejlődés – az égei civilizációk lehanyatlásával párhuzamosan – a bronzkor utolsó szakaszával megakadt: bár továbbtökéletesedett kézművességük lehetővé tette volna az intenzívebb mezőgazdasági termelést és ezzel a megnövekedett népesség ellátását, az i. e. 13. századdal beköszöntő kedvezőtlen klimatikus változások égető termőföldhiányt idéztek elő. Harc folyt a földekért és a legelőkért, kialakult a faluközösségek – egyes elméletek szerint harcosokból álló – vezető rétege, a magaslatokon pedig megjelentek az első erődítések. Ez utóbbiak a vaskori illír protourbán települések közvetlen előképeinek tekinthetőek, ahogy a késő bronzkorban megszaporodó halomsírokat is több helyütt akár az i. e. 5. századig is használta a környék – a sírmellékletek elemzése és antropológiai vizsgálata alapján nemegyszer a késő bronzkor óta kontinuus – illír népessége. Ezen okokból a bronzkor kései szakaszára a vaskori illírség közvetlen elődei, a preillír alapnépesség kialakulásának korszakaként tekint a régészettudomány.

## Ókor

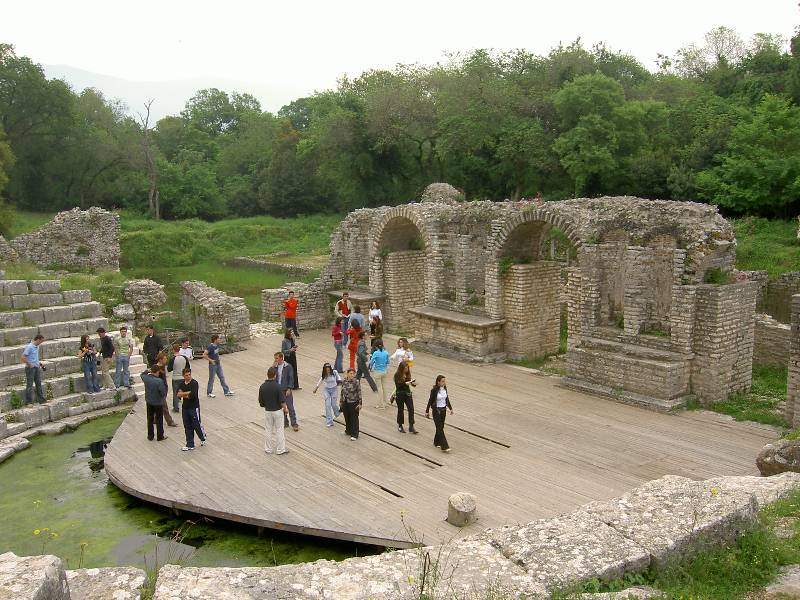
A buthrótoni görög színház romjai (i. e. 3. század)

Az illírek az i. e. 10. század körül tűntek fel a Balkán-félsziget nyugati vidékein. Nagy részük mezőgazdasági tevékenységet folytatott és terményeivel kereskedett, de jelentékeny volt bronz-, vas- és rézművességük is. A szétaprózott törzsek gyakran összecsaptak egymással és szomszédaikkal, de illír kalózok portyáztak az Adriai-tenger egész térségében is. Az i. e. 7–6. században a görögök alapítottak városokat az illírek lakta partvidéken. Az i. e. 4. században az illír törzsek közül kiemelkedett az I. Bardülisz alapította királyság. Ő és utódai változó kimenetelű háborúkat folytattak a part menti görög telepesek és a makedónok ellen. Kr. e. 250-ben Agrón király egyesítette az illír törzseket és uralkodása alatt érte el az Illír Királyság legnagyobb kiterjedését. Halála után a Római Birodalom az első illír háború során megsemmisítő vereséget mért özvegyére, Teutára.
A rómaiak Kr. e. 168-ban igázták le végérvényesen az illíreket. Jelenlétük gazdasági és kulturális felemelkedést hozott a területre. A tengerparton katonai táborokat és kolóniákat alapítottak, és asszimilálták a lakosságot. Illyricum provincia kulturális központja Apollonia volt.
A kereszténység már az 1. században megjelent az illírek lakta vidéken. A 4. századtól három püspöki székhely is működött a későbbi Albánia területén (Nicopolis, Dyrrachium, Scodra) a római pápa irányítása alatt.

## Középkor
A Nyugatrómai Birodalom 476-os összeomlása utáni népmozgás következtében a Balkán-félsziget etnikai térképe radikálisan átrajzolódott. Az osztrogótok, hunok és avarok után szerbek, majd bolgárok foglalták el a területet. A hódító törzsek nyomában a korábbi társadalmi rendszer és gazdaság megszűnt, az illírek fokozatosan eltűntek.
A 8. századtól a római (katolikus) és a bizánci (ortodox) egyház közötti folyó viszály egyik színtere volt a Balkán-félsziget nyugati fele: az északi hegyvidéken élők Róma hívei maradtak, míg a déliek az ortodox hitre tértek át.
A 9–10. században a Bolgár Fejedelemség és a Bizánci Birodalom között dúlt háború a területért. Időközben, a 11. századra kialakult a sajátos kultúrával és nyelvvel rendelkező albán nép. Egymással viszálykodó nemzetségfőik képtelenek voltak a hódítók elleni összefogásra, így az albánok történelmének első évszázadai meglehetősen zűrzavarosak voltak. A 11–12. században az albánlakta területeket a Bizánci Birodalom, a Dukljai Fejedelemség, a Velencei Köztársaság és a normannok tartották ellenőrzésük alatt. 1204-ben a mai Albánia déli részén megalakult az Epiruszi Despotátus, 1272-ben pedig a durazzói székhelyű, Szicília királyai által alapított Albán Fejedelemség.

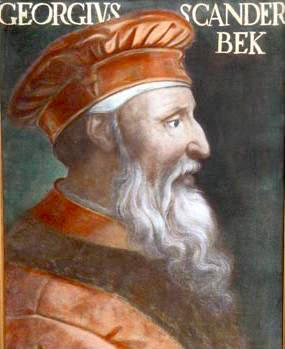
Szkander bég

A 14. században a Szerb Fejedelemség hódította el végleg a Bizánci Birodalomtól a területet, majd az észak-albániai Balsha és a közép-albániai Topia család osztotta meg az ország feletti uralmat. 1385-ben a közép-albániai hadúr, Karl Topia a felemelkedő Oszmán Birodalom segítségét kérte riválisa, II. Balsha elleni harcban. A győzelem után az albánok hűséget esküdtek a török szultánnak, akitől ezt követően mindinkább függő helyzetbe kerültek. Bár az ország nem került közvetlen török uralom alá, a pozícióikban hagyott albán nemzetségfők adót fizettek az Oszmán Birodalomnak, fiaikat túszként a szultán udvarába küldték és csapataikat az oszmán hadsereg rendelkezésére bocsátották.
A túszként a szultáni udvarba került Kasztrióta György 1443-ban Szkander bég néven visszatért hazájába és a nemzeti ellenállás megszervezésébe fogott. Az albán nemzetségeket összefogó Lezhai Liga élére állva negyedszázadon keresztül függetlenséget biztosított Albániának. Hadserege fényes hadi sikereket aratott a törökök felett. Noha Szkander bég nem alakított ki stabil központi hatalmat és nem szervezett vagy kiáltott ki valamiféle nemzeti államalakulatot, a történelem során egyedülálló módon képes volt összetartani az albán vezetőket. Szkander bég 1468-ban bekövetkezett halálával az összefogás meggyöngült. Utódja, Lekë Dukagjini 1480-as halála után a Lezhai Liga végleg széthullott.

## A török hódoltság kora
A törökök 1501-re Albánia egész területét meghódították. A törökök elől rengeteg albán hagyta el folyamatosan a hazáját, és telepedett le idegen országban, legtöbbjük Dél-Itáliában (arberesek).
Az oszmán fennhatóság a 17. századtól ráerőltette az albánokra hitük elhagyását, és kezdetét vette nagy arányú iszlamizálódásuk. Az északi hegyvidékeken élő gegek továbbra is megtartották katolikus vallásukat és sajátos társadalmi szervezetüket, majdnem teljes függetlenségüket évszázadokon keresztül megőrizték. A tímárrendszerben sanyargó déli toszkok felett ugyanakkor az oszmán Birodalom könnyedén érvényesíteni tudta akaratát az albán bégeken keresztül.

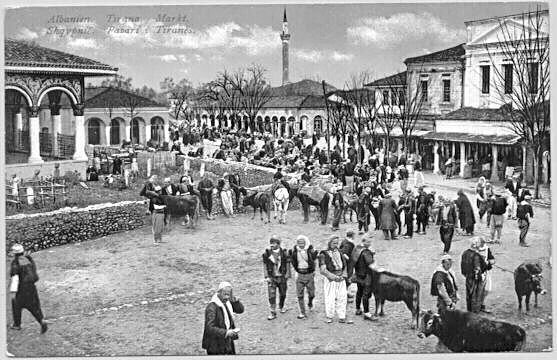
Tiranai utcakép a 19. század végén

Az Oszmán Birodalom központi hatalmának meggyengülése és a tímárrendszer igazságtalanságai a 17–18. századra anarchiába taszították Albániát. A 18. század végén két albán pasa osztozott az albánlakta területek feletti uralmon: a Bushati család az északi İskodra környékén, Ali Tepeleni pasa a déli Janina vidékén vont ellenőrzése alá mind nagyobb területeket. Céljuk önálló fejedelemség vagy királyság létrehozása volt az általuk meghódított területeken. Tepelenit a szultán 1822-ben ölette meg, Mustafa Bushati pasa pedig 1830-ban adta meg magát.
A rebellis hadurak leverése után a szultán bevezette a Tanzimát-reformokat, megszűnt a timárrendszer, de Albániában továbbra is a bégek irányította félfeudális rendszer dominált. A szultán konstantinápolyi hivatalnokokat küldött az albániai vilajetek élére, az ez ellen időről időre fellázadó albánokat a törökök rendre leverték.
Az 1870-es években éledt fel az albán nemzeti mozgalom. Miután az orosz–török háborút lezáró San Stefanó-i béke 1878-ban úgy rendelkezett, hogy Albánia területe szomszédai között felosztandó, az albán nacionalisták megalakították a Prizreni Ligát. Céljuk egy, az Oszmán Birodalmon belüli albán autonómia kiharcolása volt. A nagyhatalmak egyes albánlakta területeket Montenegrónak ítéltek, s ennek nyomán kitört a fegyveres felkelés, amelyet csak 1881-ben sikerült leverni. A Prizreni Liga vezetőit és családtagjaikat letartóztatták és száműzték. Gyászos vége ellenére a liga elérte, hogy Montenegró és Görögország javára az eredetileg tervezetteknél jóval kisebb albánlakta területeket szakítottak ki az Oszmán Birodalom testéből.
A Prizreni Liga leverését követően az albán értelmiségiek politikai mozgalmak szervezése helyett a nemzeti identitás és kulturális élet fejlesztésére helyezték a hangsúlyt. Megindult az albán nyelvű könyvkiadás, megnyíltak az első albán tanítási nyelvű iskolák stb. A század végén, amikor az albán vezetőknek a négy albánlakta vilajet egyesítésére vonatkozó kérését a Porta visszautasította, azok 1897-ben megalakították a Pejai Ligát. Felkelések törtek ki Albánia-szerte, a ligát azonban lefegyverezték, vezetőit kivégezték. Az albán függetlenségi törekvéseknek azonban ekkor már nem lehetett útját állni. 1905-ben újabb nemzeti szervezet alakult, albán gerillaegységek harcoltak az elnyomás ellen.
Az 1908-as ifjútörök forradalom idején az albánok is fellázadtak, majd az ifjútörök rezsimben képviselőt küldhettek a konstantinápolyi parlamentbe, bevezették a latin betűs ábécét. Ennél tovább nem jutottak, így országszerte felkelések törtek ki, s 1912-ben az albán lázadók bevették a makedóniai Üsküpöt. A törökök ekkor hajlandónak mutatkoztak az albán autonómiakövetelések megadására, az Albánia vilajet megszervezésére.
1912. október 8-án azonban Montenegró hadat üzent az Oszmán Birodalomnak, ezzel kitört az első Balkán-háború, amelyhez október 17–18-án a Balkán-szövetség további tagállamai, Szerbia, Görögország és Bulgária is csatlakoztak. November közepéig az albán lakta területek nagy részét elfoglalták: a görög csapatok egészen Himaráig nyomultak előre, a Shkodrát kitartóan ostromló montenegróiak elfoglalták Shëngjin kikötőjét, a szerbek Lezhát, Dibrát, és november végére már megközelítették Durrëst is. Sürgetővé vált, hogy az albánok valamiképpen hallassanak magukról és a világ előtt is nyilvánvalóvá tegyék akaratukat.

## Albánia függetlensége

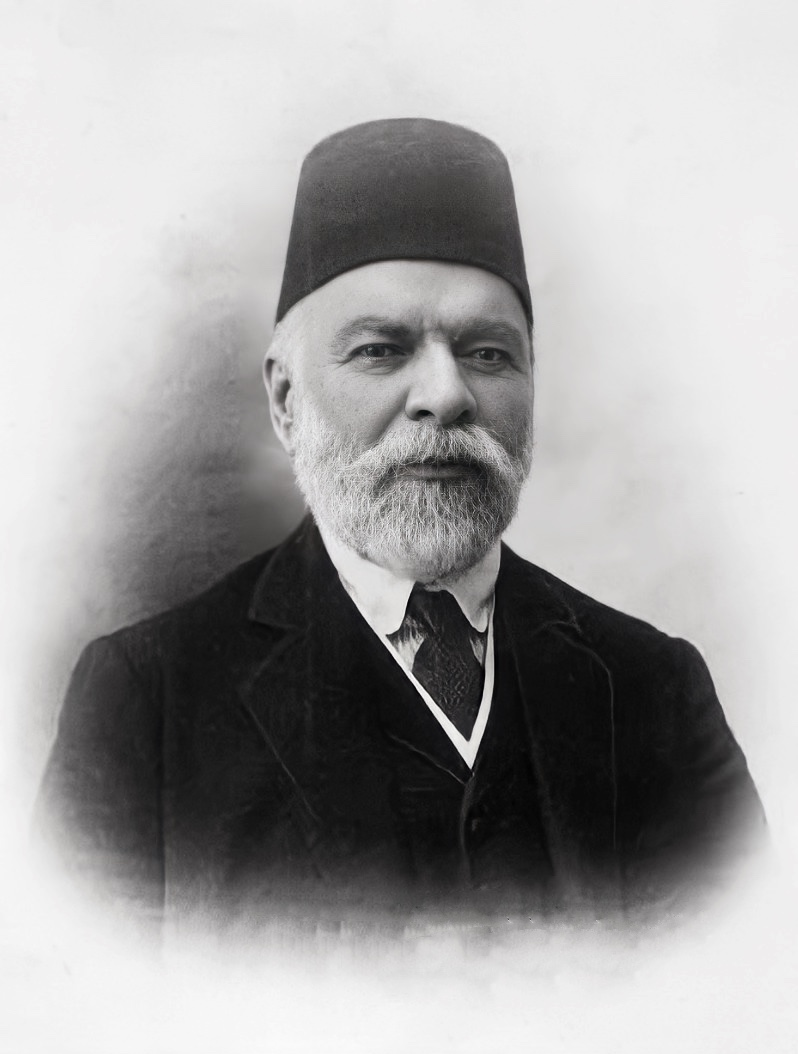
Ismail Qemali

Az albán politikai élet „nagy öregje”, Ismail Qemali nemzetgyűlést szervezett Vlora városába, amely 1912. november 28-án vette kezdetét. Első ülésnapján kikiáltották az „önálló, szabad és független” Albániát, majd felvonták az albán lobogót. December 4-én Qemali vezetésével megalakult az ideiglenes nemzeti kormány is, amely az új állam fővárosából, Vlorából egészen 1914. január 15-éig vezette az országot, meglehetősen nehéz körülmények között.
Az első Balkán-háború során kialakult helyzetet rendezendő, 1912 decemberében megkezdte működését a nagyhatalmi londoni nagyköveti konferencia, amely december 20-ai döntésében elismerte Albánia autonómiáját és helyben hagyta a nagyhatalmak által garantált semlegességét. További tárgyalásaik során előbb rendezték Albánia Montenegróval és Szerbiával közös határainak kérdését (londoni egyezmény), majd 1913 végére megszületett a megállapodás az albán–görög államhatárról is (firenzei egyezmény). A szerb és montenegrói csapattestek 1913 májusában kiürítették az általuk elfoglalt albániai területeket, a görögök azonban nem ismerték el a firenzei egyezmény rendelkezéseit, és 1914. február 28-án az okkupált vidékeken kikiáltották a görögbarát Észak-epiruszi Autonóm Köztársaságot. Az egyezményekkel a 800 ezer anyaországi albán 500 ezer nemzettársa került az országhatárokon túlra (Koszovó, Macedónia, Çamëria), ami a 20. század során több politikai és fegyveres konfliktus forrása lett. Ugyancsak a londoni konferencia rendelkezett az új albán állam szervezeti és közigazgatási kereteinek alapjairól, amelyet az 1913. július 29-én elfogadott statútumban foglaltak össze. Ez alapján Albánia az Oszmán Birodalomtól független örökletes monarchia (Albán Fejedelemség) lett, amelynek semlegességét a nagyhatalmak szavatolták, s az állam közigazgatási, közjogi és gazdasági intézményi kereteinek kidolgozására felállították a vlorai székhelyű Nemzetközi Ellenőrző Bizottságot.
A Qemali-kormány eközben rendkívül nehéz körülmények között végezte a munkát. Eleinte fennhatósága egy mindössze 4000 km²-es területre, Vlora tágabb környezetére terjedt ki, de szembe kellett néznie a megszállt területekről áradó albánok tömegével, valamint az albánság belső ellentéteivel is. Qemali legfőbb ellenlábasa, Esat Toptani Durrësban ellenkormányt alakított, és 1913. október 14-én kikiáltotta a Közép-albániai Köztársaságot. A pénzügyi források hiánya és Qemali óvatos, a radikalizmust elvető politizálása miatt a katonai helyzet kezelésében is kudarcot vallottak. Egyedül a nagyhatalmak diplomáciai és katonai fenyegetőzésén múlott, hogy a megszálló szerb és montenegrói csapatok elhagyták az országot. A Szerbiának ítélt területeken 1913 őszén kirobbant ún. dibrai konfliktusban a koszovói és macedóniai albánság képviselői vették fel a harcot a szerb megszállókkal. A sorozatos kudarcok után a Qemali-kormány 1914. január 15-én lemondott, s január 22-én formális keretek között is átadta a hatalmat a Nemzetközi Ellenőrző Bizottságnak.
A nagyhatalmak eközben a statútum rendelkezései értelmében albán fejedelemnek alkalmas személy után néztek. Választásuk végül a német Wilhelm zu Wied hercegre esett, aki 1914. március 7-én Durrësba sietve, Vilmos fejedelem néven elfoglalta a trónt. Vilmos alkalmatlan volt a feladatra, Albánia ügyeiben járatlan volt, ő és Turhan Përmeti kormánya nem volt képes a sürgető gazdasági és társadalmi kérdéseket kezelni. Albánia szomszédjai fegyveres támadásokat intéztek az ország ellen, belső ellenzéke ellenállást szervezett. 1914 nyarára Vilmos hatalma visszaszorult Durrës és Vlora környékére, s szeptember 3-án elhagyta az országot.

## Az első világháború
Az I. világháború kirobbanásával Albánia politikai anarchiába süllyedt. Az albánok egyik része Törökország, másik részük Olaszország vagy Szerbia pártfogását kereste. 1915 márciusában iszlamista lázadók felkelést robbantottak ki. E belső viszálykodás hátterében Görögország elfoglalta Dél-Albániát, és kikiáltotta Észak-Epiruszt. Olaszország lerohanta a Sazan-szigetet és Vlorát. Montenegró elfoglalta Shkodrát, Szerbia pedig az északi és középső országrészekre vonult be. Ebben a helyzetben Esat Toptani kormánya ténylegesen csak Közép-Albániában tudta érvényesíteni a hatalmát. 1915 végén a francia csapatok kiszorították ugyan a szerbeket és a görögöket, de a helyükre 1916-ban az Osztrák–Magyar Monarchia vonult be. A titokban megkötött újabb londoni egyezményben az antanthatalmak biztosították Olaszországot, Szerbiát és Montenegrót albániai hódításaik megtartásáról.
1918-ban az antant megkezdte a központi hatalmak kiszorítását, de a Monarchia helyett novembertől az olasz hadsereg volt az úr az ország nagy részén, az északi sávot a szerbek, a déli vidékeket a görögök, Koszovót, Shkodra és Korça környékét pedig a franciák vonták ellenőrzésük alá.

## A két világháború között
Az I. világháború végén Albánia nem rendelkezett elismert kormányzattal. Olaszország az ország középső részét tartotta megszállás alatt, a szerbek Észak-Albánia, a görögök pedig Dél-Albánia elfoglalását tervezték. A párizsi békekonferencián Albánia nem vehetett részt, s a nagyhatalmak Albánia felosztásában gondolkodtak. Az albán vezetők az 1920 januárjában megtartott lushnjai kongresszuson megvetették országuk jogi alapjait: létrejött a Legfelsőbb Tanács, megalakult a nemzetgyűlés, s fővárosul Tiranát jelölték ki. 1920-ban előbb az Amerikai Egyesült Államok, majd a Népszövetség is elismerte Albánia függetlenségét.
Ugyancsak 1920-ban a fegyverbe szólított albánok kiszorították az olasz csapatokat Közép-Albániából, feloszlatták a francia protektorátus alatt álló Korçai Albán Autonóm Köztársaságot, 1921-ben pedig a Mirditai Köztársaság is megszűnt. Ezzel visszaálltak Albánia 1913-as határai.
Az ország helyzete azonban továbbra sem volt fényes: félfeudális bégek uralták az országot, és ezek ragaszkodtak is privilégiumaikhoz. Fejlettségét tekintve Albánia messze elmaradt a Balkán többi országától, nagy volt a szegénység, rossz volt az infrastruktúra, alacsony volt az oktatás és az egészségügy színvonala.

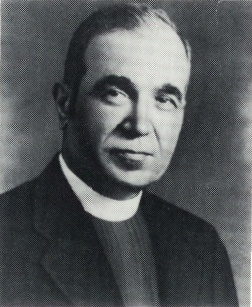
Fan Noli

1921-ben az ország két legjelentősebb politikai tömörülése a földbirtokos réteg érdekeit szem előtt tartó konzervatív Haladó Párt és a reformgondolkodókat tömörítő Néppárt volt. Stabil kormánnyal az ország nem rendelkezett, egymás után alakultak és omlottak össze a kabinetek. 1922-ben, Xhafer Ypi kormányában kapott először szerepet a későbbi király, Amet Zogu. Belügyminiszterként erőszakos intézkedéseivel egyre több ellenséget szerzett magának, akiket Fan Noli szervezett egységbe. Miután 1924-ben Zogu meggyilkoltatta az ellenzék egyik radikális alakját, Avni Rustemit, országszerte felkelés tört ki, s a júniusi forradalom során Zogut elmozdították posztjáról. Fan Noli megalakíthatta Albánia történetének első és sokáig egyetlen polgári demokratikus kormányát. Reformjait azonban nem tudta végrehajtani, egyrészt a változásellenes közhangulat miatt, másrészt mert 1924 decemberében Zogu magánhadserege élén tért vissza az országba, és elkergette Nolit.

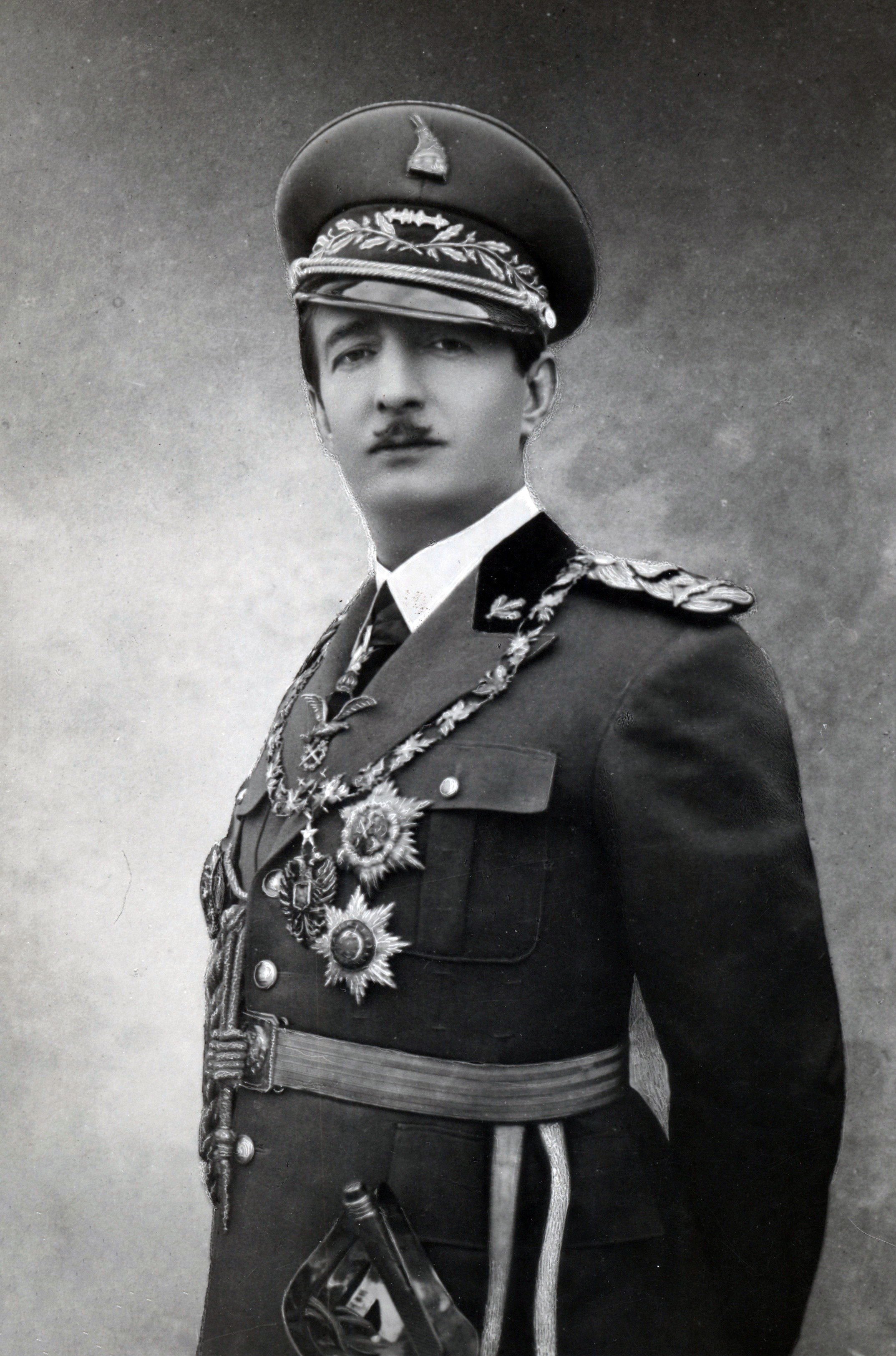
I. Zogu

Zogu ezt követően megszilárdította hatalmát, 1925 januárjában teljhatalmú köztársasági elnök lett, kemény kézzel elejét vette minden ellenzéki kezdeményezésnek, diktatórikus eszközökkel kormányozta országát. Regnálása alatt öt kisebb-nagyobb lázadás tört ki, de ezeket sorra leverte. Eközben egyre szorosabb gazdasági és politikai kapcsolatokat épített ki Mussolini Olaszországával. Róma rendszeres gazdasági segélyt juttatott Tiranának, cserébe olasz katonák és rendészeti tanácsadók érkezhettek az országba.
1928 augusztusában Zogu feloszlatta a parlamentet és I. Zogu néven királlyá koronáztatta magát. Továbbra is ugyanazok a diktatórikus eszközök jellemezték belpolitikáját, mint elnöki korszakában. Az 1930-as években az olasz gazdaság és politika mind terhesebbé váló szorításán igyekezett lazítani, és szövetségi politikájában megkísérelt Jugoszlávia és Görögország felé nyitni. Olaszország azonban válaszul befagyasztotta a segélyeket, így ha kényszeredetten is, de 1935-ben Zogu visszatért olasz szövetségeséhez.
Uralkodása alatt Albánia gazdasági és társadalmi helyzete jottányit sem változott, továbbra is a bégek és nemzetségfők érdekei érvényesültek, s ipari fejlesztés híján nem alakult ki agrárius vagy kommunista mozgalom.

## A II. világháború
A II. világháború előestéjén, 1939. április 7-én Mussolini csapatai különösebb ellenállás nélkül lerohanták Albániát, I. Zogu elmenekült az országból. Kimondták a perszonáluniót Olaszországgal, olaszbarát kormányt alakítottak Shefqet Vërlaci vezetésével, III. Viktor Emánuelt pedig albán királlyá kiáltották ki. Mussolini balkáni expanziója kiindulópontjának tekintette Albániát. 1940 októberében megtámadta Görögországot, de a görög ellenállók Vlora térségéig szorították vissza csapatait. A hitleri Németország, szövetségese segítségére sietve, 1941 májusában elfoglalta és Albániához csatolta Koszovót.

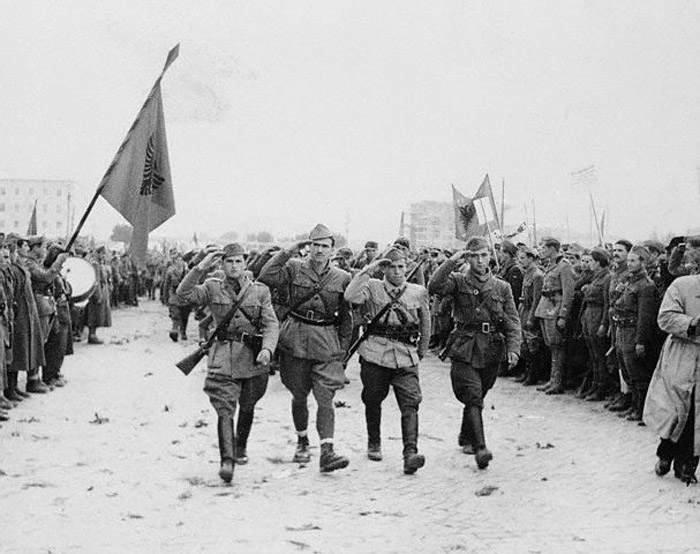
Partizánok Tiranában 1944. november 20-án

1941-től egyre hatékonyabban működtek a kommunista és nacionalista partizánegységek az országban. 1941 novemberében a Jugoszláv Kommunista Párt támogatásával megalakult az Enver Hoxha vezette Albán Kommunista Párt. Egy évvel később létrehozták a Nemzeti Felszabadítási Mozgalmat, amely az olaszok és a németek elleni partizántevékenységet fogta össze. 1942-ben az antikommunista nacionalisták is megszervezték olaszellenes egységfrontjukat, a Nemzeti Frontot. A két szervezet nemcsak a megszállókat, de egymást is ellenségnek tekintette.
Mussolini bukásával 1943. szeptember 8-án a németek vonultak be az országba, és támogatásukkal a Nemzeti Front alakíthatott kormányt. A Nemzeti Front korábbi partizánegységei a német csapatokkal összefogva harcoltak a kommunista partizánok ellen. Enver Hoxha azonban brit támogatással mind nagyobb területet vont ellenőrzése alá, és 1944 októberében Beratban megalakította ideiglenes kormányát. A főváros november 17-én, Albánia pedig november 29-én a náci megszállók alól felszabadult.

## Enver Hoxha diktatúrája
Hatalomátvételük után az Enver Hoxha (ejtsd: Enver Hodzsa) által vezetett kommunisták félreállították politikai ellenfeleiket. Koçi Xoxe belügyminiszter irányításával felszámolták a nagybirtokos réteget és a középosztályt, kirakatperekben ítélték halálra másként gondolkodók, nemzetségfők és 1944 előtti kormányhivatalnokok, kollaboránsok ezreit. Az államigazgatási kulcspozíciókat a kommunisták foglalták el, átszervezték az ország közigazgatását, kialakították a tanácsrendszert. 1945 során újonnan alakított népfrontjuk, a Demokratikus Front szervezte meg a decemberi nemzetgyűlési választásokat, amelyet a leadott szavazatok 93%-ának megszerzésével a Demokratikus Front nyert meg (csak az ő jelöltjeikre lehetett szavazni). 1946. január 11-én tartotta alakuló ülését az új albán nemzetgyűlés, amelyen eltörölték a királyságot és kikiáltották az Albán Népköztársaságot. Márciusban elfogadták a szovjet és a jugoszláv mintára létrehozott alkotmányt.
A politikai-társadalmi tisztogatást követően Hoxháék a gazdaság átalakításába fogtak. Még 1944-ben elkobozták a „nép ellenségeinek” javait, az olasz és német tulajdonú ingatlanokat. Államosították a közlekedési és távközlési infrastruktúrát, a bankokat, 1946-tól pedig az ipari vállalatokat, a külkereskedelmet állami monopóliummá tették. 1945-ben bevezették az első földreformot, amelynek során államosították az erdőket és a legelőket, valamint a 40 hektárosnál nagyobb magántulajdonú szántóföldeket. A korábbi nagybirtokok helyén 1947-re a családi gazdaságok rendszere hálózta be Albániát. Ezek mellett szociálpolitikai intézkedéseket is hoztak, bevezették a napi nyolcórás munkaidőt, a heti egy pihenőnapot. Ingyenessé tették az oktatást, felszámolták a munkanélküliséget, ugyanakkor bevezették a jegyrendszert.
Az új Albánia kezdeti szövetségese Josip Broz Tito Jugoszláviája lett, s 1946 júliusában megkötötték a két ország baráti és együttműködési megállapodását, amelyet további egyezmények követtek. Ezekben összehangolták a két állam tervgazdaságát, monetáris rendszerét, és vámuniót hoztak létre. Jugoszlávia nagy összegű segélyt folyósított Albániának, és számottevő jugoszláv beruházásokra is sor került. Albán–jugoszláv bánya-, ipari és kereskedelmi vállalatok alakultak, és jugoszláv tanácsadók érkeztek a közigazgatásba, illetve a hadseregbe. Az albán vezetők egy része – Hoxha és Nako Spiru vezetésével – idővel egyre terhesebbnek érezte a jugoszláv jelenlétet, de kezdetben még felülkerekedett rajtuk a Koçi Xoxe köré csoportosuló jugoszlávbarát vonal. 1947-ben és 1948 első felében ez utóbbi frakció látszott diadalmaskodni, további lépéseket terveztek az albán–jugoszláv konföderáció létrehozására. Hirtelen azonban fordult a kocka, a szovjet blokk országai 1948 júniusában kiközösítették Jugoszláviát, s ezzel az Albániában diadalmaskodó Hoxha-vonal is megszakított minden kapcsolatot Titóval. A jugoszlávbarát frakciót felszámolták, Xoxét államellenes szervezkedés vádjával kivégezték.
A Jugoszláviával való szakítást követően Albánia a sztálini Szovjetunióval ápolt szívélyes kapcsolatokat. Az új szövetséges pótolta a kiesett jugoszláv gazdasági támogatást és Albánia legfőbb külkereskedelmi partnere lett. 1949-ben Albánia belépett a KGST-be, 1955-ben pedig a Varsói Szerződésbe. Az albán gazdaság igazodott a sztálini elvárásokhoz: 1952-ben megszületett az első ötéves terv, majd egyre gyorsítottabb ütemben folyt a nehézipar fejlesztése és a termelőszövetkezetek szervezése. Sztálin 1953-as halála után az albán pártvezetés dogmatikus első vonala (Enver Hoxha és Mehmet Shehu) a keleti blokk országaiban bekövetkezett enyhülés ellenére igyekezett magát a sztálini örökséghez tartani, a Hruscsov által meghirdetett békés együttélést és desztalinizációt elutasították. Moszkvai nyomásra történtek azonban a szovjet politikához igazodó lépések: Albánia újra felvette a diplomáciai kapcsolatokat Jugoszláviával; szétválasztották az állami és párttisztségeket, Hoxha csak a pártfőtitkári posztot tartotta meg, a miniszterelnök Shehu lett; elítélték a személyi kultuszt; stb. A háttérben azonban Albánia tovább folytatta a hidegháborút Jugoszlávia ellen, s 1958 után inkább Kínával igyekezett elmélyíteni a kapcsolatokat. A szovjet–albán viszonyt egyre több vita terhelte, főleg Jugoszlávia és Kína miatt, mígnem az 1961-ben meghirdetett ötéves tervvel az albánok nyíltan szembefordultak a Szovjetunió Kommunista Pártjának akaratával, s ugyanazon év decemberében megszűntek a diplomáciai kapcsolatok a két ország között. Albánia a KGST-ből 1961-ben, a Varsói Szerződésből 1962-ben vonult ki.
A kommunista bloktól való elfordulást követően Kína lett Albánia gazdasági patrónusa. A kölcsönöket Peking ugyan kedvezőbb feltételek mellett nyújtotta, de a kínai műszaki berendezések és szakemberek messze elmaradtak a szovjetekéitől. Az alacsony termelékenység, az elnagyolt gazdasági tervezés, a munkásság képzetlensége és a hibát hibára halmozó üzemszervezési gyakorlat a gazdaság és az életszínvonal visszaeséséhez vezetett. 1966-ban a megerősödött ellenzéki hangok elcsitítására Hoxha kínai mintára meghirdette az albán kulturális és ideológiai forradalmat. Valójában látszatintézkedések sora volt ez (a hadseregben eltörölték a katonai rangokat, az üzemekben munkásbizottságokat hoztak létre, kísérletet tettek a nők egyenjogúsítására stb.), amelyet 1967-ben az egyházak ellen indított hadjárat koronázott meg. Ennek során bezárták a templomokat és a mecseteket, és Albániát hivatalosan is ateista állammá nyilvánították. Az albán–kínai kapcsolatok az 1970-es években elhidegültek, annak eredményeként, hogy a kínai vezetés megpróbált kitörni nemzetközi elszigeteltségéből, és tárgyalásokat kezdett többek között az Egyesült Államokkal is. Külkereskedelmi kapcsolataiban Albánia is nyitott, de izolacionista politikája változatlan maradt. Mao Ce-tung 1976-os halála után Hoxha élesen kritizálta az új kínai vezetőséget, válaszképpen pedig Kína 1978. július 7-én megszüntette az Albániának nyújtott gazdasági és katonai segítséget.
A patrónus nélkül maradt Albánia politikájának új irányvonalát Hoxha az izolacionizmusban, a gazdasági önellátásra való berendezkedésben határozta meg. Az ország 1976-os alkotmánya tiltotta a külső gazdasági segélyek vagy hitelek elfogadását, valamint a vegyesvállalatok alapítását. A pártvezetés szerint külső támadás fenyegette az országot, s erre való felkészülésül felépült 700 ezer kisebb-nagyobb betonbunker szerte Albániában. Az izolacionizmust ellenző pártellenzéket – élén Mehmet Shehu miniszterelnökkel – Hoxha 1981-ben félreállíttatta, és Ramiz Aliát jelölte ki örökösének a pártfőtitkári poszton. Hoxha 1983-ban egészsége megromlásával gyakorlatilag visszavonult, s 1985. április 11-én meghalt.

## A közelmúlt történelme
Hoxha halála után Ramiz Alia lett az Albán Munkapárt főtitkára, aki eleinte igyekezett elődje örökségét továbbvinni, de a gorbacsovi glasznoszty és peresztrojka reformmozgalma Albánia totalitárius rendszerét is megingatta. Az óvatos nyitás jegyében felvették a diplomáciai kapcsolatokat a nyugat-európai és a szomszédos országokkal, engedélyezték a magántulajdont, turistákat engedtek az országba stb. Bár 1990-ben Alia még az albániai kommunizmus megdönthetetlenségéről szólt, az év közepén újabb lépéseket tettek: kérték felvételüket az Európai Biztonsági és Együttműködési Értekezletbe, engedélyezték a szabad vallásgyakorlást. Az albánok azonban gyökeres változást akartak, és 1990 júliusában kitört a felkelés, a lázadók összecsaptak a kormányerőkkel, és albánok ezrei kértek menedéket a tiranai nagykövetségeken, a határőrök a határon átszökő albánok tucatjait lőtték agyon. A nemzetközi nyomásra novemberben új alkotmánytervezetet és választási törvényt nyújtottak be a nemzetgyűlésnek, de a hamarosan kitört diáktüntetések következtében már december 12-én jóváhagyták a többpártrendszer bevezetését.
Ezzel az átmenet azonban még korántsem zárult le. December 13-án a Tiranai Egyetemen Sali Berisha vezetésével megalakult az első jelentős ellenzéki szervezet, az Albán Demokrata Párt (ADP). Idővel nyilvánvalóvá lett, hogy az uralmon lévő kommunisták nem sürgetik a politikai és gazdasági reformokat. Országszerte heves megmozdulások törtek ki, ezrek szálltak hajóra Durrës és Vlora kikötőjében, hogy Olaszországban keressenek boldogulást maguknak, s a nemzetközi segélyszervezetek is megjelentek az országban. A március 31-ére kiírt első szabad nemzetgyűlési választásokon a kommunisták szereztek kétharmados többséget, Alia lett az új köztársaság elnöke. A továbbra sem csillapuló elégedetlenség nyomán Ylli Bufi vezetésével júniusban nemzeti egységkormány alakult, a demokrata párt részvételével. A kormány bevezetett ugyan néhány reformot, de nem volt képes kezelni a gazdasági és társadalmi problémákat, így a koalíció felbomlott, és 1992 márciusában előrehozott választásokat tartottak, amelyet az ADP nyert meg.
A köztársasági elnök Sali Berisha lett, aki Aleksandër Meksit bízta meg kormányalakítással. Az új kabinet a piacgazdaság bevezetése, a társadalmi béke és a közbiztonság megteremtése érdekében megszorító intézkedéseket vezetett be, s a siralmas állapotban lévő gazdaság lassan növekedni kezdett. Ugyanakkor Berisha tekintélyuralmi törekvései belpolitikai válsághoz vezettek, ennek ellenére az 1996-os nemzetgyűlési választásokat az ADP még elsöprő arányban megnyerte. 1996 végén azonban kirobbant a piramisjáték-válság, az albánok 70%-át összesen egymilliárd dollárral megkárosító befektetési alapok csődje. Heves kormányellenes tüntetések törtek ki és a zavargások 1997 márciusáig elhúzódtak, Albánia a polgárháború szélére sodródott. Az ENSZ Biztonsági Tanácsa helybenhagyta a Napkelte-akciót, amelynek keretében Olaszország katonákat küldött Albániába, hogy biztosítsák a béke helyreállítását. Az 1997 nyarára előrehozott választásokon a szocialista párt győzött, az új államfő Rexhep Meidani lett, s a szocialista Fatos Nano alakíthatott kormányt.
A szocialisták két cikluson keresztül kormányozták az országot, amelynek során jelentős eredményeket értek el a társadalmi és gazdasági konszolidáció terén. Fatos Nano kormányának 1997-es megalakulása után ugyan a demokraták választási csalásokra hivatkozva bojkottálták a parlamenti munkát, de az 1998-ban kirobbant koszovói háború kezelése együttműködésre késztette a szembenálló feleket, a belpolitika normalizálódott. Ugyanakkor a Koszovóban jelen lévő nemzetközi erők hátországaként Albánia infrastruktúrája, gazdasága fejlődésnek indult. Nyolc év után, 2005-ben ismét a demokraták nyerték meg a nemzetgyűlési választásokat, s az ország miniszterelnöke 2013-ig Sali Berisha volt, azóta a szocialista Edi Rama. 2006 során Albánia az Európai Unió és a NATO részéről egyaránt megerősítést kapott az integrációra való felkészülésre. Az ország végül 2009. április 1-jén csatlakozott a NATO-hoz. 2014-től az Európai Unió tagjelöltje.